# Transita exaesia
Transita exaesia är en fjärilsart som beskrevs av Diakonoff 1976. Transita exaesia ingår i släktet Transita och familjen vecklare. Inga underarter finns listade i Catalogue of Life.